# Beat Hazard
Beat Hazard è un videogioco genere arcade, sviluppato da ColdBeamGames nel 2010, nel quale il giocatore controlla una navetta spaziale contro le navette e i mostri controllati dal computer.
La modalità di gioco è la stessa di Geometry Wars: il giocatore muove liberamente la sua nave nello schermo mentre con il mouse può mirare e sparare in ogni direzione indipendentemente dalla posizione o orientamento della nave. La particolarità del gioco sta nella generazione dei livelli. Le luci, i colpi sparati dalla navetta, le formazioni e il tipo di avversario che si vanno ad affrontare, sono interamente gestiti e generati in base alla musica scelta per la partita. Possono essere anche caricate musiche personali oltre a quelle già inserite nel gioco.

## Trama
Non esiste una vera trama. Lo scopo all'interno del gioco è completare i livelli, guadagnare punti e passare di grado.